# جوزيف ماسون
جوزيف ماسون هو شخصية أعمال وسياسي كندي، ولد في 5 يناير 1791 في سانت أوستاش في كندا، وتوفي في 15 مايو 1847 في تيربون في كندا.